# Graeme Dott
Pour les articles homonymes, voir Dott.
Graeme Dott est un joueur écossais de snooker, originaire de Larkhall, né le 12 mai 1977. 
Le principal fait marquant de sa carrière est un titre de champion du monde en 2006. L'année suivant cette performance, Dott a remporté un autre tournoi classé : l'Open de Chine. Dott a d'ailleurs terminé la saison 2006-2007 à la deuxième place mondiale, et a occupé cette place pendant toute la saison 2007-2008, avant de s’effondrer.
En atteignant la finale du Grand Prix mondial 2020, il est devenu le tout premier joueur de l'histoire du snooker à atteindre une finale classée sur quatre décennies différentes ; lui qui avait entre autres été finaliste de l'Open d'Écosse 1999 et du Masters d'Allemagne 2018. Il est surnommé « The Pocket Dynamo », « The Pocket Rocket », ou encore « Dott the Pot ».

## Carrière

### Débuts prometteurs (1994-2005)
Passé professionnel en 1994 grâce à des titres amateurs en Écosse et au Royaume-Uni, Dott se révèle en atteignant dès sa deuxième saison en tant que professionnel ; les quarts de finale de l'Open du pays de Galles. En 1999, Graeme Dott parvient à se hisser en finale de l'Open d'Écosse, battant notamment au cours du tournoi Paul Hunter et Ken Doherty. Sa première finale restera un très mauvais souvenir, quoi qu'il arrive ; il s'incline sur le score de 9-1 contre son compatriote Stephen Hendry. Il inscrit son unique 147 en compétition, lors de l'Open de Grande-Bretagne en 1999.
Il atteint le top 16 mondial en 2001, après avoir été finaliste sortant de l'Open de Grande-Bretagne, battu par son compatriote John Higgins. On peut aussi noter que ses demi-finales à l'Open d'Écosse 2000, au Grand Prix 2000 et à l'Open du pays de Galles 2002, ont été favorables à cette percée au classement. 
Au championnat du monde 2004, le joueur écossais officie en tant que tête de série numéro treize. Son premier match contre le surprenant Mark King est compliqué, mais il s'impose tout de même (10 à 9). Au deuxième tour, Graeme Dott a rendez vous avec un joueur qu'il commence à connaître ; John Higgins. Dott l'emporte sur le score de 13 contre 10. Son match de quart de finale l'oppose à un joueur légèrement mieux classé que lui ; le 12e mondial, David Gray. Dott passe l'obstacle sans problème. En demi-finale, il vient à bout du très coriace Matthew Stevens, avant d'être balayé par Ronnie O'Sullivan en finale (18-8).
La saison suivante, Dott échoue une nouvelle fois en finale d'un tournoi de classement, lors de la coupe de Malte. Comme lors de sa première finale, il s'incline contre son compatriote Stephen Hendry, bien que cette finale ne soit plus disputée que la première.

### Championnat du monde 2006
Au championnat du monde 2006, Dott commence par éliminer l’expérimenté John Parrott, sur le score sec de 10-3. Au tour qui suit, il élimine un autre joueur d'expérience ; Nigel Bond. Sa rencontre des quarts de finale contre Neil Robertson est nettement plus compliquée ; mené 12 à 8, il renverse la situation et gagne par 13 manches à 12. En demi-finale, il a l'occasion de prendre sa revanche sur Ronnie O'Sullivan. Le début de la rencontre est accroché ; à l'issue des deux premières sessions, les deux rivaux sont à huit partout. C'est pourtant Dott qui s'envole ensuite ; menant 16-8, et s'imposant enfin sur le score de 17-11, pour filer en finale, et, retrouver Peter Ebdon. En finale, Graeme Dott est plus performant, et s'impose sur le score de 18-14.
Liste de ses matchs :
- 1er tour : 10 à 3 contre John Parrott
- 2e tour : 13 à 9 contre Nigel Bond
- Quart de finale : 13 à 12 contre Neil Robertson
- Demi-finale : 17 à 11 contre Ronnie O'Sullivan
- Finale : 18 à 14 contre Peter Ebdon

Autres statistiques :
- Centuries : 121

### Semblant de confirmation (2007-2010)
Dott brille également au championnat du Royaume-Uni 2006. Il atteint la demi-finale, où il est défait par Stephen Hendry, joueur qu'il n'a jamais battu dans un tournoi classé. Après avoir vaincu Jamie Cope en finale de l'Open de Chine, sa deuxième victoire en tournoi classé, Dott demeure en tête du classement annuel. Pourtant, il n'atteindra jamais la 1re place mondiale, à cause d'une défaite au premier tour du championnat du monde, face à Ian McCulloch (10-7). Dott sera dépassé par John Higgins, le vainqueur du tournoi, et terminera l'année 2007 no 2 mondial. 
Après cette forme de confirmation, Dott s'écroule ; il ne parvient pas à retrouver le moindre dernier carré en tournoi de classement pendant plus de deux ans. Cette méforme brutale se fait payer au classement ; Dott chute au 28e rang mondial. Pendant cette période de doute, il parvient tout de même à remporter le titre lors des Séries mondiales de Berlin. Il perd aussi la finale sur l'épreuve de Prague.
Il choisit bien son moment pour retrouver sa forme : lors du championnat du monde 2010. Après une victoire 10-5 contre un Peter Ebdon déclinant au premier tour, Graeme surclasse le 3e joueur mondial de l'époque : Stephen Maguire (13-6). Son quart de finale qui l'oppose à Mark Allen est loin d'être une partie de plaisir. En effet, les deux joueurs se tiennent par le col et aucun ne veut lâcher. À douze partout, c'est l'expérience de Dott qui parle ; le joueur écossais l'emporte. En demi-finale, Dott est très motivé à poursuivre son parcours ; opposé à Mark Selby qu'il connait peu, il s'impose par 17 manches contre 14, et file pour la troisième fois de sa carrière en finale du tournoi. Sa finale l'oppose une fois de plus à un joueur de la nouvelle génération : l'Australien Neil Robertson. Robertson domine la finale par 18 manches à 13. Cependant, Dott domine les autres statistiques, avec son break de 146 points, qui n'est autre que le meilleur break du tournoi. De plus, étant le joueur ayant inscrit le plus de century breaks pendant le tournoi, il semble démontrer son retour au premier plan.
La saison suivante, Graeme Dott est régulier ; il est demi-finaliste de plusieurs épreuves (notamment le Masters d'Allemagne 2011), ce qui lui permet de retrouver une place dans le top 10 mondial.

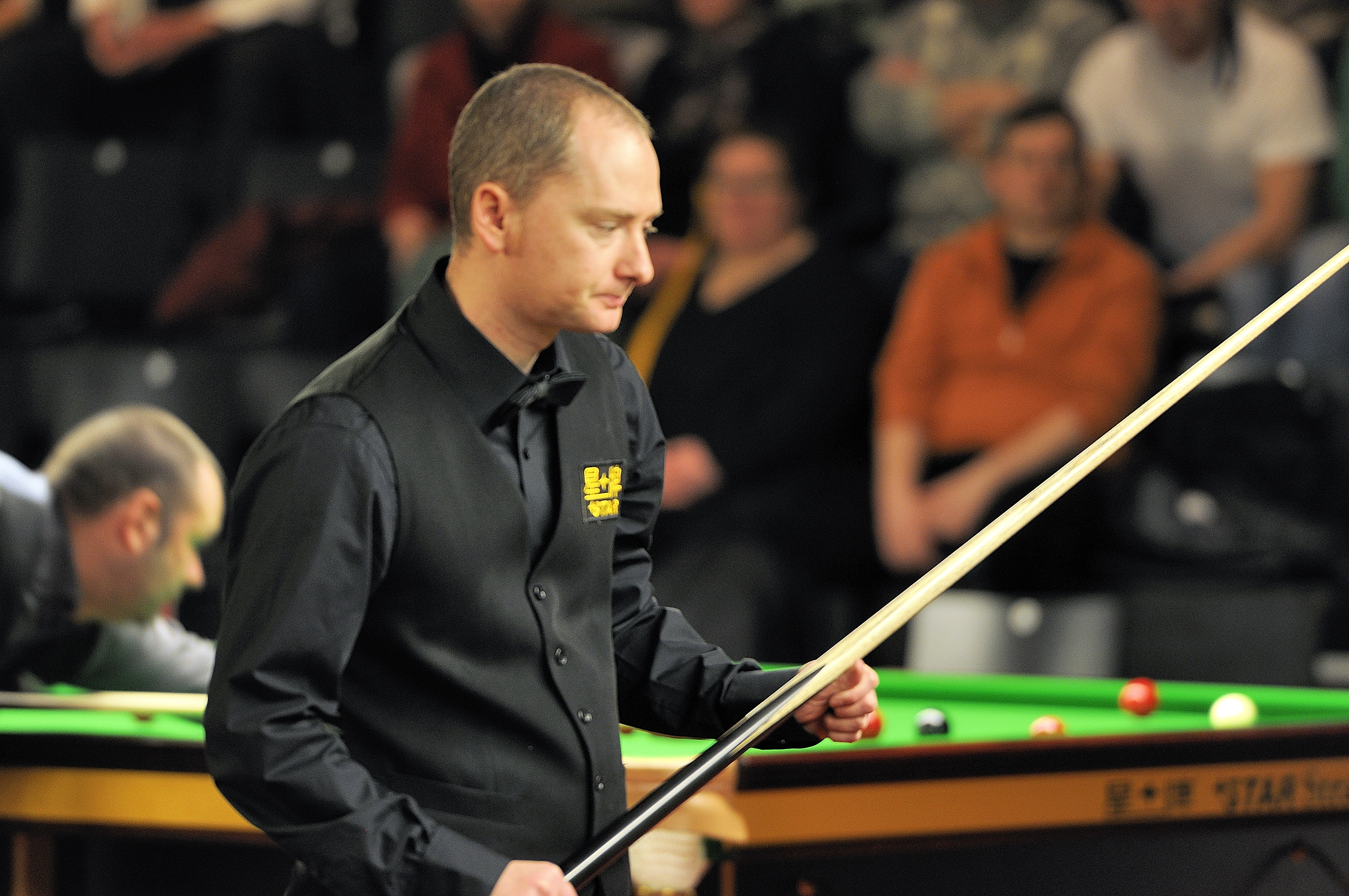
Graeme Dott au Masters d'Allemagne 2014.

### Descente au classement et regain d'énergie (depuis 2012)
Après une saison 2011-2012 où il n'est quart de finaliste que sur l'Open mondial, Dott perd quelques places au classement mondial. Il va jusqu'à descendre au 30e rang du classement mondial de 2017-2018. Dans cette période d'agonie, Dott se satisfait d'une première demi-finale au Masters en 2013.
Après une longue période sans disputer la moindre finale, Graeme Dott effectue un retour en force inattendu en début d'année 2018, atteignant deux finales de suite sur des tournois de classement ; au Masters d'Allemagne et au Snooker Shoot-Out, finales qu'il perdra toutes les deux. Dott signe en 2019-2020 une saison remarquable, puisqu'il dispute une nouvelle finale de tournoi comptant pour le classement, finale qu'il perd sur le score honorable de 10 manches à 8 face à un Neil Robertson en pleine forme (il s'agissait de la troisième finale de suite pour l'Australien).  Cette finale est historique pour le joueur écossais ; en effet, elle lui permet de devenir le premier joueur de l'histoire du jeu à atteindre au moins une finale de classement sur quatre décennies différentes. Dott connait également des résultats très réguliers (demi-finale au Masters d'Allemagne et quart de finale au championnat international), qui lui permettent de réintégrer le top 20 au classement mondial. En mars 2020, il perd une nouvelle finale, cette fois-ci non classée, à l'occasion du championnat de la ligue.
Après plus de deux ans de résultats moyens, Graeme Dott parvient à se hisser jusqu'en demi-finale du Masters d'Europe, remportant trois de ses matchs en manche décisive. Il est finalement battu par le jeune Fan Zhengyi (6-4). Aux qualifications du championnat du monde, Dott réussit le deuxième 147 de sa carrière. 

## Dépression
En janvier 2006, Dott apprend que celui qu'il considérait « comme son père » est atteint d'un cancer du rein en phase terminale. Bien que ce dernier (Alex Lambie, de son nom) ait assisté à la victoire de Dott au championnat du monde 2006, il succombe le 16 décembre de la même année. En plein championnat du Royaume-Uni, Graeme lui rend un bel hommage, se hissant jusqu'en demi-finale du tournoi. De plus, sa femme se fait diagnostiquer un cancer en 2007, alors qu'elle est enceinte. L’enchaînement de ces deux événements plonge Graeme Dott dans une dépression qui est sans doute l'explication de sa perte de vitesse. Dott raconte d'ailleurs son expérience, depuis son enfance ; parlant ainsi de sa relation avec Lambie, dans le livre Frame of Mind.
En mai 2021, il déclare auprès de la BBC qu'il lutte toujours contre la dépression mais qu'il n'abandonnera pas son combat.

## Accusations d'agressions sexuelles sur mineurs
En avril 2025, quelques jours avant son entrée dans le tableau de qualifications du championnat du monde de snooker 2025, Dott est suspendu par la WPBSA. Dans une courte annonce de deux phrases, la WPBSA évoque une affaire judiciaire dans laquelle Dott doit être entendu par la Haute Cour de Justice écossaise, se réservant de tout autre commentaire. La presse révèle par la suite que le joueur a été arrêté et mis en examen pour des faits d'agressions sexuelles sur deux enfants de 10 et 7 ans, faits remontant selon l'accusation entre 1993 et 1996 pour la première victime et 2006 à 2010 pour la seconde.

## Résultats au championnat du monde
| Saison               | 1994- 1995 | 1995- 1996 | 1996- 1997 | 1997- 1998 | 1998- 1999 | 1999- 2000 | 2000- 2001 | 2001- 2002 | 2002- 2003 | 2003- 2004 | 2004- 2005 | 2005- 2006 | 2006- 2007 | 2007- 2008 | 2008- 2009 | 2009- 2010 | 2010- 2011 | 2011- 2012 | 2012- 2013 | 2013- 2014 | 2014- 2015 | 2015- 2016 | 2016- 2017 | 2017- 2018 | 2018- 2019 | 2019- 2020 | 2020- 2021 | 2021- 2022 |
| -------------------- | ---------- | ---------- | ---------- | ---------- | ---------- | ---------- | ---------- | ---------- | ---------- | ---------- | ---------- | ---------- | ---------- | ---------- | ---------- | ---------- | ---------- | ---------- | ---------- | ---------- | ---------- | ---------- | ---------- | ---------- | ---------- | ---------- | ---------- | ---------- |
| Classement mondial   | N.C.       | 190        | 58         | 33         | 30         | 25         | 19         | 14         | 12         | 13         | 15         | 13         | 6          | 2          | 13         | 28         | 13         | 10         | 13         | 12         | 17         | 18         | 24         | 30         | 22         | 22         | 21         | 18         |
| Championnat du monde | DQ         | DQ         | 1T         | DQ         | DQ         | 1T         | 1T         | 2T         | 2T         | F          | 1T         | V          | 1T         | 1T         | 2T         | F          | QF         | 1T         | 2T         | DQ         | 2T         | 1T         | 2T         | 1T         | 1T         | DQ         | DQ         |            |

| Légende | Légende                   | Légende | Légende                    |
| ------- | ------------------------- | ------- | -------------------------- |
| V       | Victoire                  | F       | Défaite en finale          |
| DF      | Défaite en demi-finale    | QF      | Défaite en quart de finale |
| XT      | Défaite au tour X         | NQ      | Non qualifié               |
| DQ      | Défaite en qualifications | F       | Forfait                    |

## Palmarès

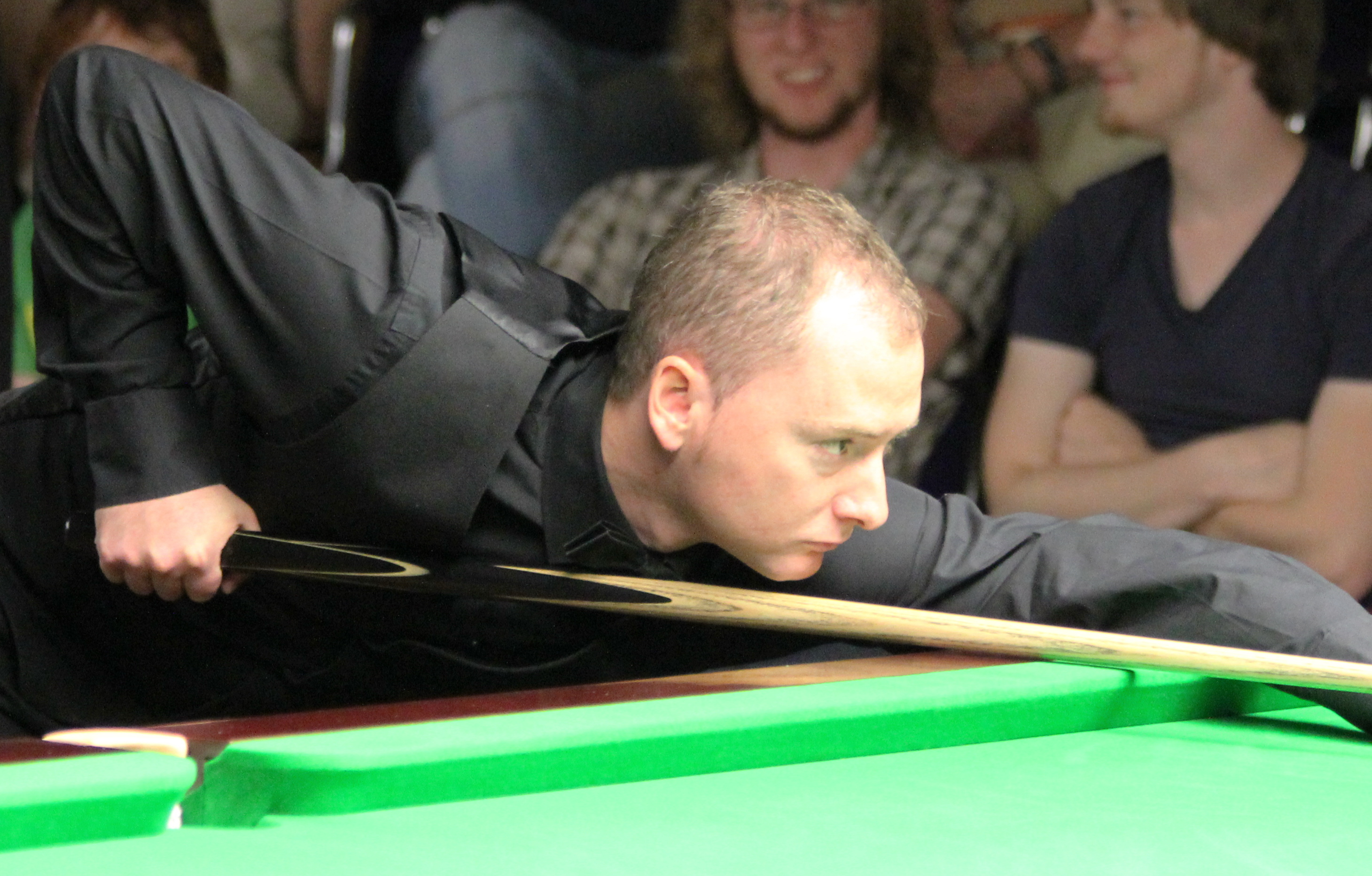
Graeme Dott (2012).

| Légende | Catégorie                      | Titres                         | Finales                        |
|         | Tournois classés               | 2                              | 8                              |
|         | Tournois classés mineurs       | 0                              | 2                              |
|         | Tournois non classés           | 1                              | 4                              |
|         | Tournois en équipes            | 1                              | 0                              |
|         | Tournois pro-am                | 5                              | 3                              |
| Gras    | Tournois de la triple couronne | Tournois de la triple couronne | Tournois de la triple couronne |

### Titres

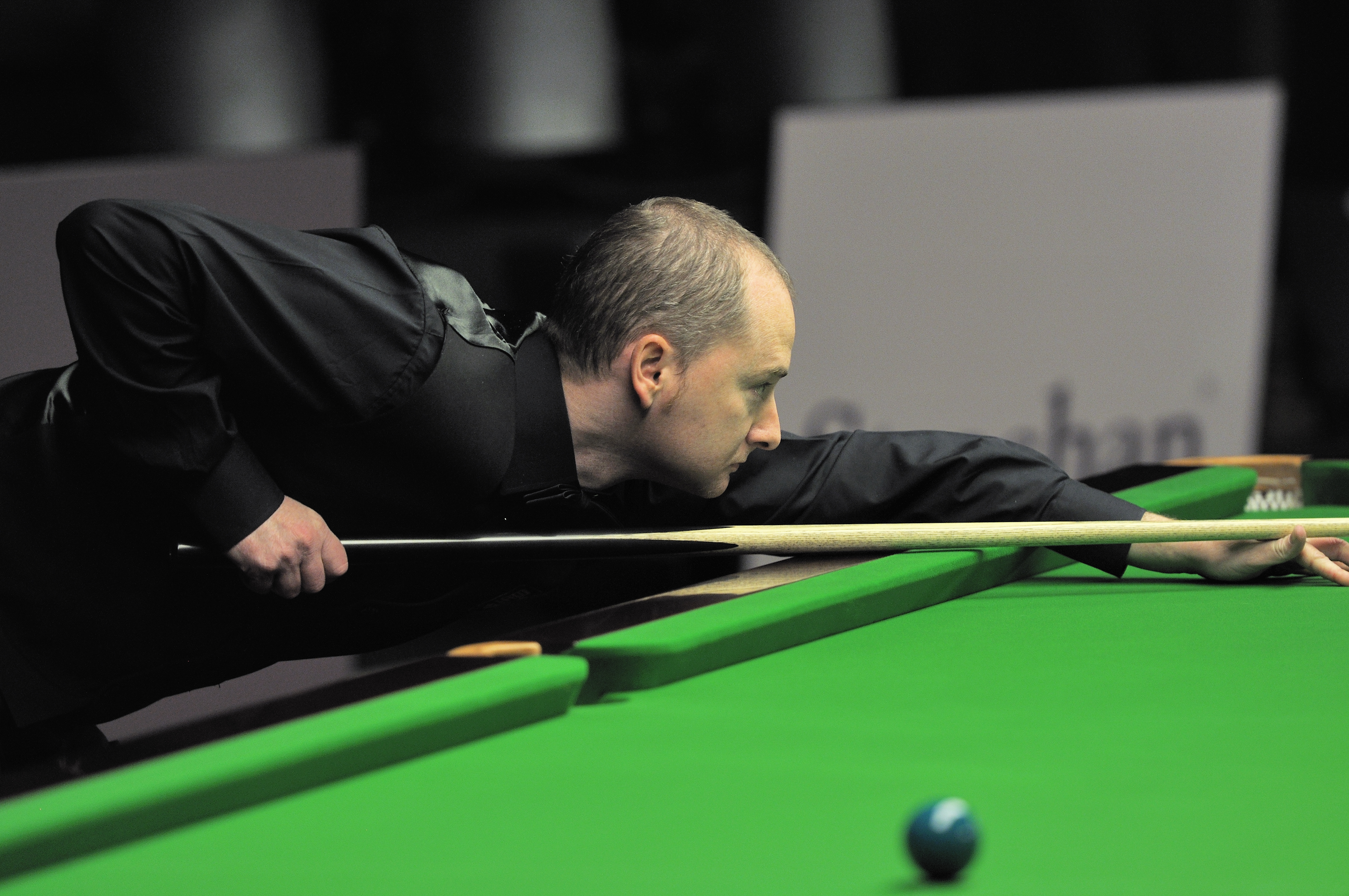
Graeme Dott (2014).

| Saison    | Nom du tournoi                       | Lieu      | Finaliste     | Score | Tableau |
| 1995-1996 | Tournoi pro-am Pontins (automne)     | Prestatyn | Stephen Lee   | 5-1   |         |
| 1997-1998 | Open d'Autriche                      | Wels      | Matthew Couch | 7-6   |         |
| 2005-2006 | Championnat du monde                 | Sheffield | Peter Ebdon   | 18-14 | Tableau |
| 2006-2007 | Open de Chine                        | Pékin     | Jamie Cope    | 9-5   | Tableau |
| 2008      | Open de Belgique                     | Belgique  | Ricky Walden  | 4-0   |         |
| 2008-2009 | Séries mondiales (épreuve de Berlin) | Berlin    | Shaun Murphy  | 6-1   |         |
| 2017      | Tournoi sur invitation du PMK        | Glasgow   | Eden Sharav   | 4-3   |         |
| 2017-2018 | Challenge Chine - Grande-Bretagne    | Shenzhen  | Chine         | 26-9  | Tableau |
| 2018      | Tournoi sur invitation du PMK        | Glasgow   | Joe Swail     | 4-0   |         |

### Finales perdues
| Saison    | Nom du tournoi                       | Lieu             | Finaliste         | Score | Tableau |
| 1993-1994 | Tournoi pro-am Pontins (printemps)   | Prestatyn        | Wayne Brown       | 3-7   |         |
| 1998-1999 | Open d'Écosse                        | Aberdeen         | Stephen Hendry    | 1-9   | Tableau |
| 2001-2002 | Open de Grande-Bretagne              | Plymouth         | John Higgins      | 6-9   | Tableau |
| 2003-2004 | Championnat du monde                 | Sheffield        | Ronnie O'Sullivan | 8-18  | Tableau |
| 2004-2005 | Coupe de Malte                       | San Ġiljan       | Stephen Hendry    | 6-9   | Tableau |
| 2009-2010 | Séries mondiales (épreuve de Prague) | Prague           | Jimmy White       | 3-5   |         |
| 2009-2010 | Championnat du monde (2)             | Sheffield        | Neil Robertson    | 13-18 | Tableau |
| 2011-2012 | Épreuve 2 de Sheffield               | Sheffield        | Ben Woollaston    | 2-4   | Tableau |
| 2011-2012 | Masters du Brésil                    | Florianopolis    | Shaun Murphy      | 0-5   |         |
| 2011-2012 | Snooker Shoot-Out                    | Blackpool        | Barry Hawkins     | 0-1   |         |
| 2012-2013 | Open FFB                             | Fürstenfeldbruck | Mark Selby        | 3-4   | Tableau |
| 2016      | Tournoi sur invitation du PMK        | Glasgow          | Anthony McGill    | 2-4   |         |
| 2017-2018 | Masters d'Allemagne                  | Berlin           | Mark Williams     | 1-9   | Tableau |
| 2017-2018 | Snooker Shoot-Out (2)                | Watford          | Michael Georgiou  | 0-1   | Tableau |
| 2019      | Tournoi sur invitation du PMK        | Glasgow          | Michael Collumb   | 3-4   |         |
| 2019-2020 | Grand Prix mondial                   | Cheltenham       | Neil Robertson    | 8-10  | Tableau |
| 2019-2020 | Championnat de la ligue              | Leicester        | Scott Donaldson   | 0-3   | Tableau |